# Мариинский знак отличия беспорочной службы
Марии́нский знак отличия беспорочной службы — установлен  императором Николаем I в 1828 году в память своей покойной матери императрицы Марии Федоровны. Знак отличия жаловался лицам женского пола за долговременную усердную службу в учреждениях Императрицы Марии, а также в других благотворительных и воспитательных заведениях, состоящих в непосредственном ведении Государя Императора и членов Высочайшего Дома. Мариинский знак отличия имел две степени.
Устав Мариинского знака, сходный, в общих чертах, с уставом о знаке отличия беспорочной службы военных и гражданских чиновников, помещен в ст. 634-647 кн. VIII т. I Свода Законов, изд. 1892 года.

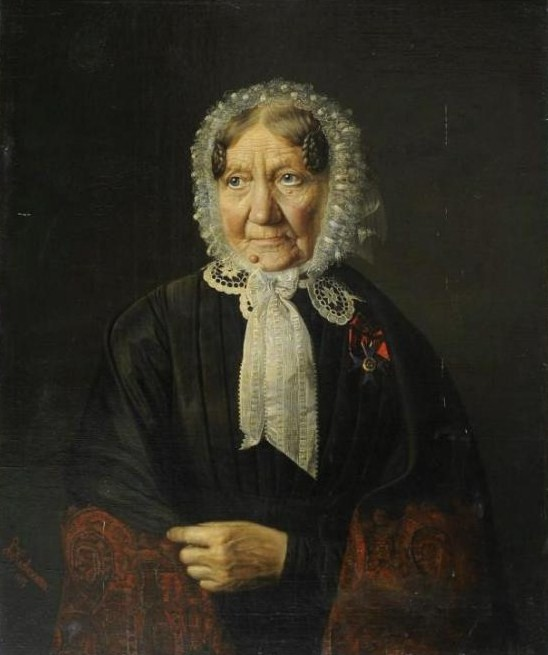
Дама с Мариинским знаком отличия 1-й ст. (1857)

В статье 6З9 Свода законов говорилось: «Мариинского знака отличия беспорочной службы удостаиваются все исправлявшие свою должность с непременною, соответственною важности оной, точностью в званиях Классных Дам, Учительниц, Смотрительниц, Частных, Первых и Главных Надзирательниц, Инспектрис, Директрис и Начальниц в одном или нескольких из заведений, состоящих под непосредственным покровительством в Бозе почившей Императрицы Марии Федоровны. К знаку второй степени представляются служившие в одном или нескольких из вышеозначенных звании пятнадцать лет или более до двадцати пяти. Знак первой степени получают служившие двадцать пять лет и более».
Золотой крест первой степени, покрытый голубой эмалью и с золотыми буквами «М» на каждом конце, имел в середине золотой венок из дубовых и виноградных листьев, и в нем золотыми римскими цифрами проставлялись годы службы, за которые дана награда. Концы у креста раздвоенные. Он носился дамами с Владимирской лентой на левом плече.
Знак второй степени имел вид золотой медали с голубой финифтью, на которой вверху под короной буква «М», по кругу такой же золотой венок из дубовых и виноградных листьев, а в центре римская цифра, означающая годы службы.